# Le printemps n'en sera que plus beau
Le printemps n'en sera que plus beau est un roman de Rachid Mimouni publié en Algérie en 1986. Ce livre raconte les destins de personnages emblématiques, français et algériens, de la guerre d'indépendance.

## Éditions
- 1re édition : ENAL - Alger 1978 et 1988
- 2e édition : Stock – France 1995  (ISBN 2-234-04494-4)
- 3e édition : Pocket 1997  (ISBN 2-266-07203-X)